# Gai Servili (triumvir)
Gai Servili (en llatí Caius Servilius P. F.) va ser un magistrat romà del segle iii aC. Formava part de la gens Servília.
Va ser un dels Triumviri coloniae deducendae nomenats per l'establiment de les colònies de Placentia i Cremona. En les lluites contra els gals bois de la Cisalpina a la Segona Guerra Púnica l'any 218 aC, va ser fet presoner i el van tenir captiu durant quinze anys fins que el seu fill Gai Servili, cònsol, el va alliberar l'any 203 aC.